# Forchbach
Der Forchbach, am Unterlauf im Mündungsort auch Hagbach genannt, ist ein rechter Zufluss des Mains in Karlstein im Landkreis Aschaffenburg in Unterfranken.

## Geographie

### Verlauf
Der Forchbach entspringt in den Weinbergen bei Alzenau-Hörstein am Käfernberg. Seine Größe erreicht er hauptsächlich durch seine zwei größten Zuflüsse, den Bachquellengraben und dann den Haggraben. Im Sommer ist der Forchbach so gut wie ausgetrocknet. Ein kleines Rinnsal vom Bachquellengraben speist das trockene Bachbett mit Wasser. An der Mündung des Haggraben in Karlstein-Dettingen hat dieser mehr als die doppelte Größe des Forchbaches, der von dort an Hagbach genannt wird. In der Nähe der Sankt-Kilian-Brücke fließt er dann in den Main.
Der Forchbach hat auf dem linken Oberlaufstrang über Rückersbach und Haggraben eine Gesamtfließstrecke von 8,6 km.

### Zuflüsse
- Bachquellengraben (rechts) 4,5 km
- Haggraben (links) 5,0 km

## Geschichte
Im März 2021 wurde der Forchbach (Hagbach) renaturiert und dabei die in den 1970er Jahren stark begradigte Mündung in den Main beseitigt. An deren Stelle schuf man im Bereich zwischen Main-Radweg und Main ein neues, mäandrierendes und etwa 130 m langes Bachbett, das nun erst ungefähr 100 m weiter flussabwärts den Main erreicht.
Mit der Maßnahme sollten die ökologischen Bedingungen deutlich verbessert werden. Zuvor konnten Fische aus dem Main wegen des starken Gefälles an einer Steinschwelle nicht in den Forchbach einwandern. Bereits 2019 hatte die Gemeinde Karlstein am Main 75.000 Euro für das Vorhaben bereitgestellt.

## Bildergalerie

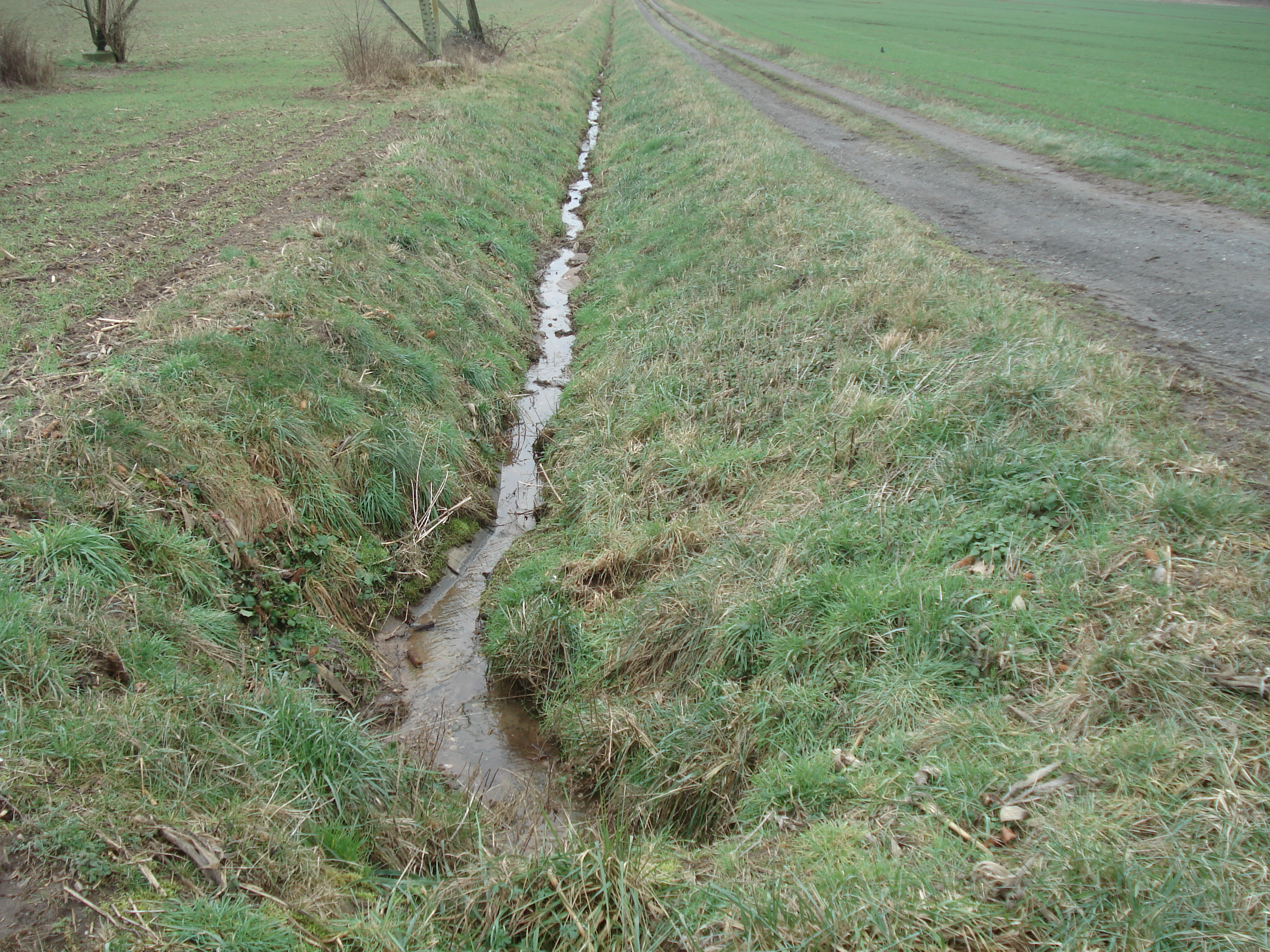
Der Forchbach vor der Autobahn 45
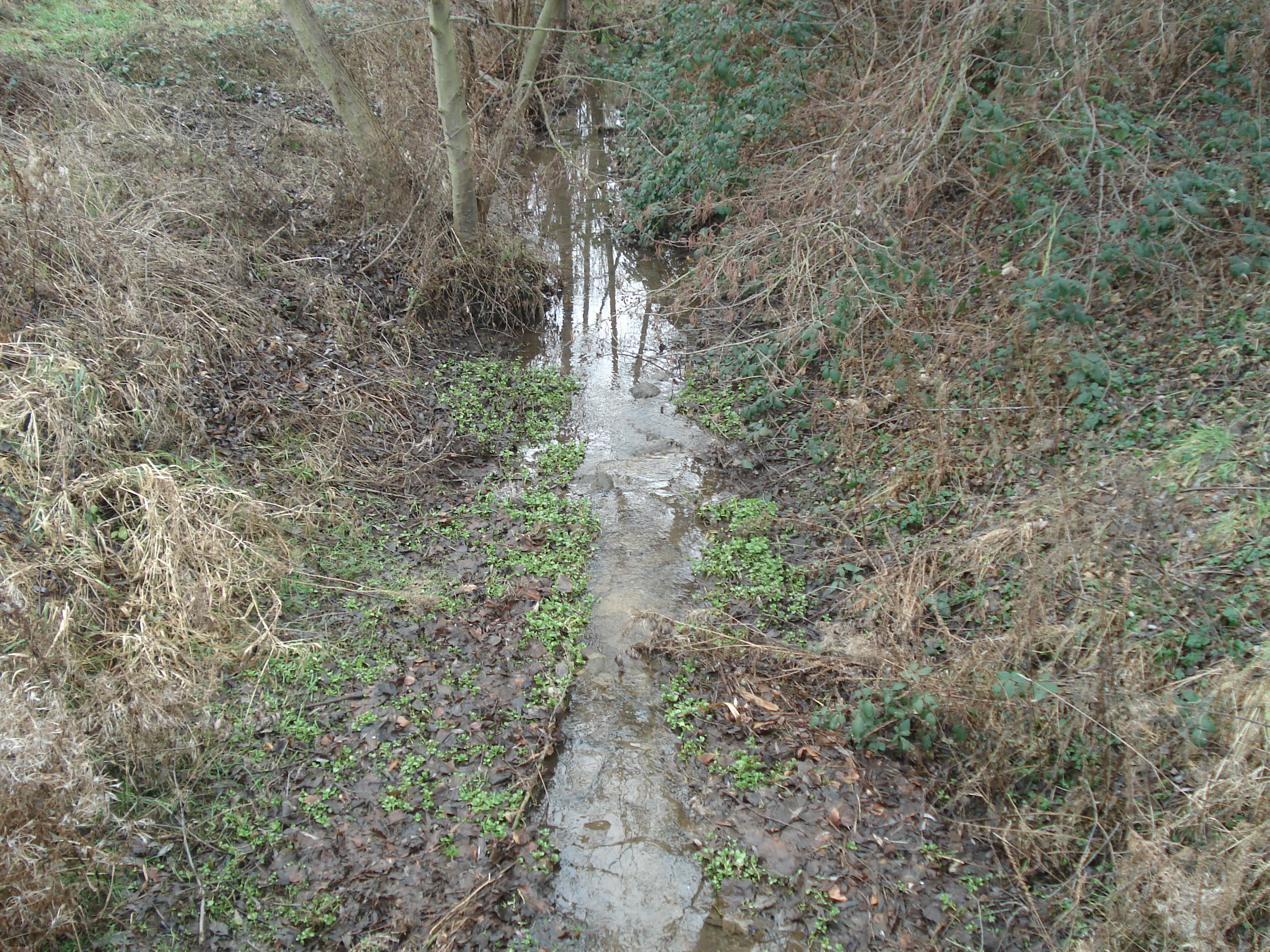
Der Forchbach vor der Mündung des Haggrabens
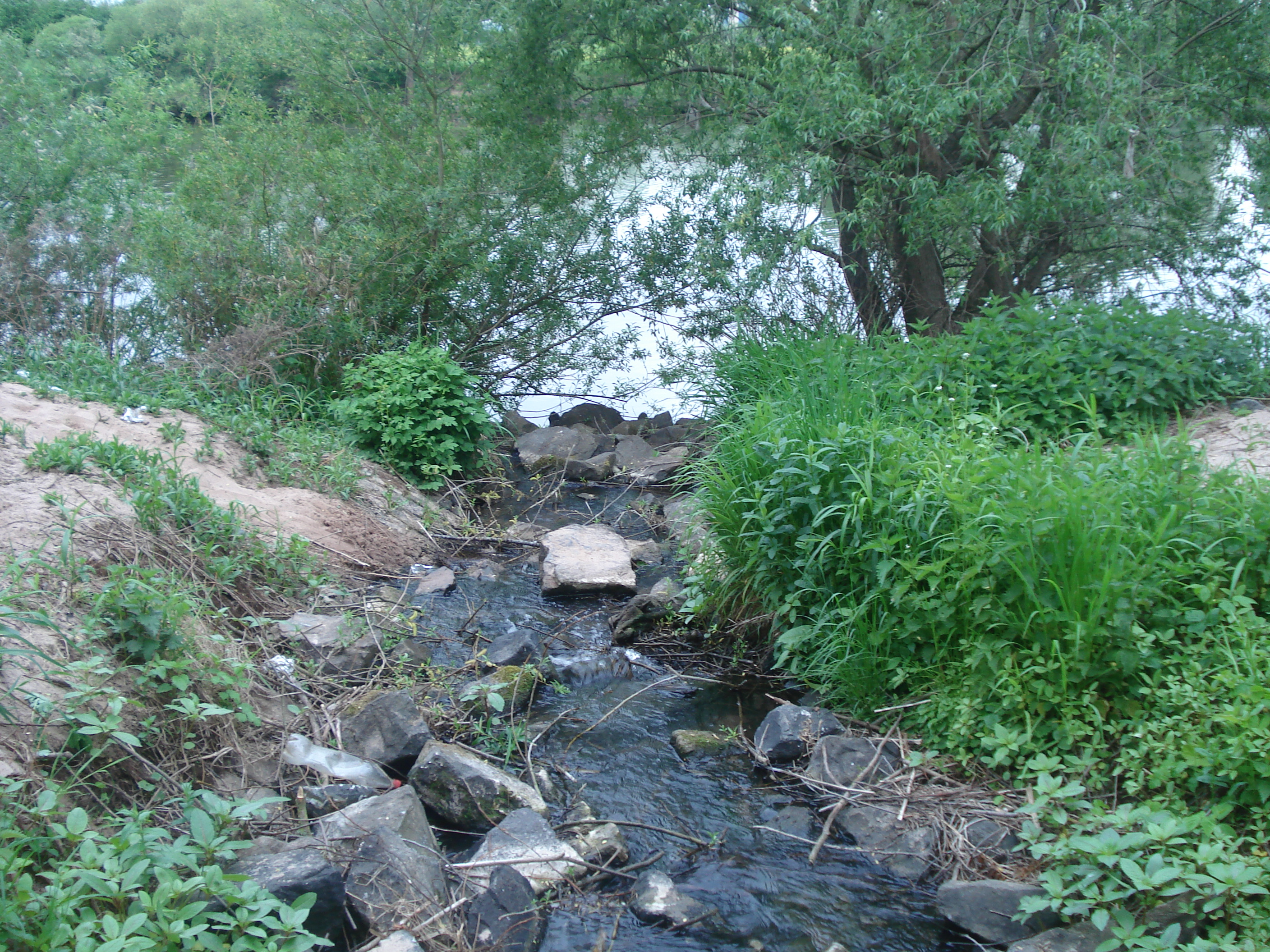
Die alte Forchbachmündung im Jahr 2012